# Pseudoplumarella filicoides
Pseudoplumarella filicoides är en korallart som först beskrevs av Thomson och Mackinnon 1911.  Pseudoplumarella filicoides ingår i släktet Pseudoplumarella och familjen Primnoidae. Inga underarter finns listade i Catalogue of Life.